# Paraceratitella compta
Paraceratitella compta är en tvåvingeart som beskrevs av Hardy 1987. Paraceratitella compta ingår i släktet Paraceratitella och familjen borrflugor. Inga underarter finns listade i Catalogue of Life.